# Rabbit Island
Rabbit Island est une île d'Antigua-et-Barbuda.